# Susan Landau Finch
Susan Landau Finch, nacida Susan Meredith Landau, (Los Ángeles, California, Estados Unidos, 13 de agosto de 1960), es escritora, directora y productora de cine. También es conocida como Susan Landau, Susan Landau Finch, y Susie Landau Finch.
Es la hija mayor del matrimonio de los actores Martin Landau y Barbara Bain, hermana de Juliet Landau, y esposa del director Henry LeRoy Finch, conocido en el ambiente cinematográfico como Roy Finch.  Tiene una compañía de películas independientes llamada Wildwell Films con sede en Los Ángeles.
Enseña actuación a directores en la Universidad Chapman y está en la junta directiva del Teatro Blank.